# União das Freguesias de Estômbar e Parchal
União das Freguesias de Estômbar e Parchal, kurz Estômbar e Parchal, ist eine Gemeinde (Freguesia) im Kreis (Concelho) von Lagoa an der Algarve im Süden Portugals.
In der Gemeinde leben 9.004 Einwohner auf einer Fläche von 28,07 km² (Stand nach Zahlen von 2011).
Die Gemeinde entstand im Zuge der Gebietsreform in Portugal am 29. September 2013 durch Zusammenlegung der Gemeinden Estômbar und Parchal. Estômbar wurde Sitz der Gemeinde, die ehemalige Gemeindeverwaltung in Parchal blieb als Außenstelle und Bürgerbüro weiter bestehen.